# Cyanarctia carpintera
Cyanarctia carpintera är en fjärilsart som beskrevs av William Schaus 1910. Cyanarctia carpintera ingår i släktet Cyanarctia och familjen björnspinnare. Inga underarter finns listade i Catalogue of Life.